# Styrmansbrev
Styrmansbrev, vaktstyrmansbrev och överstyrmansbrev är intyg på en nautisk behörighet som berättigar till befattning som styrman eller, eventuellt genom annat intyg som fås på basen av detta intyg och tillräcklig sjötjänst, till befattning som befälhavare på mindre fartyg eller fartyg i begränsad fart.
Styrmansbreven ingår i systemet med nautiska behörigheter enligt STCW-konventionen och berättigar alltså till viss befattning i internationell fart (brevet eller motsvarande kompetensbevis bör dock vara utskrivet av flaggstaten).
Enligt finsk lagstiftning ger vaktstyrmansbrev rätt att vara befälhavare på fartyg med bruttodräktighet av under 1 000 i inrikes fart. För befälhavare på passagerarfartyg krävs dessutom tolv månaders sjötjänst som styrman eller befälhavare. Med ytterligare lämplig sjötjänst utsträcks befogenheten till fartyg på bruttodräktighet av under 3000 i östersjöfart. Överstyrmansbrev ger behörighet att vara befälhavare på fartyg av bruttodräktighet under 3000 i närtrafik, det vill säga på Östersjön och Nordsjön.
Kraven för styrmansbreven är i Finland 18 års ålder, vaktstyrmans- eller sjökaptensutbildning och lämplig sjötjänst.
I svensk lagstiftning motsvaras styrmansbreven numera av fartygsbefälsbehörighet klass III–V.